# Enseñanza de lenguas asistida por computador
El aprendizaje de lenguas asistido por computador, conocido como CALL por su sigla en inglés (Computer-Assisted Language Learning) y también conocido como EAO por su sigla en francés (Enseignement Assisté par Ordinateur), está definido en la obra seminal de Levy (1997. Pag 1) como “la búsqueda y estudio de aplicaciones de computador para el aprendizaje y enseñanza de idiomas”.
El CALL abarca una amplia gama de aplicaciones tecnológicas de la información y las comunicaciones, y variados métodos de enseñanza y aprendizaje de lenguas extranjeras: desde los “tradicionales” programas de práctica y repetición que caracterizaron el CALL de los años 60 y 70, hasta sus más recientes manifestaciones, como el uso de un ambiente virtual de aprendizaje en un aprendizaje a distancia por internet. También se extiende el uso a la pizarra interactiva, la comunicación mediada por computador (CMC por su sigla en inglés), aprendizaje de lenguas en mundos virtuales, y aprendizaje de lenguas asistido por dispositivos móviles (MALL por su sigla en inglés).
La filosofía actual del CALL hace gran énfasis en los materiales centrados en el estudiante que permiten a los aprendices trabajar por su propia cuenta. Dichos materiales pueden o no tener una estructura fija, pero normalmente incorporan dos características importantes: el aprendizaje interactivo y el aprendizaje individualizado. 
El CALL es, esencialmente, una herramienta que ayuda a los profesores en la facilitación del aprendizaje de lenguas. Se puede usar para reforzar lo que ya se ha aprendido en el aula o como instrumento correctivo para los estudiantes que necesitan asistencia adicional.
El diseño de materiales CALL considera los principios pedagógicos del lenguaje, los cuales, a su vez, pueden derivar de diferentes teorías de aprendizaje (conductista, cognitivo, constructivista) y de teorías de aprendizaje de segunda lengua, tales como la hipótesis monitor de Stephen Krashen.

## Historia
El CALL data de los años 60, cuando se introdujo por primera vez en los computadores centrales de universidades. El proyecto PLATO (sigla en inglés para Operaciones de aprendizaje automatizadas lógicas programadas), iniciado en la universidad de Illinois en 1960, es un hito importante en el desarrollo temprano del CALL (Marty 1981). La llegada de la microcomputadora a finales de los 70 acercó la computadora a una audiencia más amplia, lo cual resultó en un auge en el desarrollo de programas CALL y una lluvia de publicaciones de libros sobre CALL a principios de los 80.
Actualmente, docenas de programas tipo CALL están disponibles en Internet, por precios que van desde lo gratuito hasta lo exorbitante, mientras otros muchos están disponibles a través de cursos universitarios de idiomas.
Ha habido diferentes intentos de documentar la historia del CALL. Sanders (1995) cubre el periodo desde mediados de los 60 hasta mediados de los 90, enfocándose en el desarrollo en Norteamérica. Delcloque (2000) documenta la historia del CALL a nivel mundial, desde sus inicios hasta el comienzo del nuevo milenio. Davies (2005) vuelve la vista al pasado del CALL e intenta predecir hacia dónde se dirige. Hubbard (2009) ofrece una compilación de 74 artículos clave y extractos de libros, originalmente publicados entre los años 1988 y 2007, que ofrecen un estudio completo del amplio rango de ideas y resultados de estudio que han influido en el desarrollo del CALL o que prometen hacerlo en el futuro. Una reseña de la colección de Hubbard se puede encontrar en Language Learning & Technology 14, 3 (2010).

## Historia en América Latina y Colombia
A pesar de que en los años 60 se implementa la iniciativa del aprendizaje CALL en Norteamérica, es necesario añadir que en los países latinoamericanos la historia del uso de este tipo de aprendizaje varía en al menos dos décadas, impidiendo la evolución de este tipo de técnicas de enseñanza; Con la llegada de los computadores hasta los años 80 y la poca utilización de los mismos, el desarrollo de métodos pedagógicos de otros idiomas asistido por computadores, no tuvieron mayor desarrollo en los países del sur del continente sino hasta principios de los años 90 con la llegada de los computadores en masa.
Por otra parte, la apertura económica en el año de 1991 da cabida a las computadoras de libre acceso, diferente de las empresas con capacidades económicas exuberantes para adquirir una máquina capaz de lograr la utilización de tecnologías de aprendizaje.

## Tipologías y Fases
Durante los años 80 y 90 se hicieron varios intentos por establecer una tipología del CALL. Una amplia gama de tipos fue identificada por Davies y Higgins (1985), Jones y Fortescue (1987), Hardisty y Windeatt (1989) y Levy (1997: p 118ff). Estos tipos incluían programas de completar frases, programas de selección múltiple, programas de entrada de texto, simuladores y aventuras, laberintos de acciones, programas de reorganización de oraciones, programas exploratorios y total cloze, un tipo de programa en el que el aprendiz debe reconstruir un texto completo. La mayoría de estos primeros programas aún existen en versiones modernas.
Desde los años 90, se ha tornado cada vez más difícil categorizar el CALL ya que su uso hoy en día se extiende al uso de blogs, wikis, redes sociales, podcasts, aplicaciones Web 2.0, mundos virtuales para el aprendizaje de lenguas y  pizarras interactivas (Davies et al. 2010: Sección 3.7)
Warschauer (1996) y Warscher y Healey (1998) tomaron un enfoque diferente. En lugar de centrarse en la tipología del CALL, identificaron tres fases históricas del mismo, clasificadas de acuerdo a sus acercamientos metodológicos y pedagógicos subyacentes:
•	CALL conductista: concebido en los 50 e implementado en los 60 y 70.
•	CALL comunicativo: años 70 y 80
•	CALL integrador: Incorporando Multimedia e Internet a partir de los 90
La mayoría de los programas CALL en la primera fase de Warschauer y Healey, la conductista, (años 60 y 70), consistían en materiales de práctica y repetición en los que el computador presentaba un estímulo al que el aprendiz daba una respuesta, en un principio, únicamente a través de texto. El computador analizaba la respuesta del estudiante y le daba retroalimentación. Los programas más sofisticados guiaban a los estudiantes que cometían errores hacia pantallas de actividades de ayuda y repaso. Si bien dichos programas y su pedagogía subyacente existe aún hoy, los métodos conductistas del aprendizaje de la lengua han sido rechazados por la mayoría de profesores, y la creciente sofisticación de la tecnología computarizada ha llevado al CALL a otras posibilidades.
La segunda fase descrita por Warschauer y Healey, el CALL comunicativo, se basa en el método comunicativo que se hizo famoso entre finales de los 70s y los 80s (Underwood 1984). En el enfoque comunicativo, el énfasis está en usar el idioma más que en el análisis del lenguaje, y la gramática se enseña implícitamente en lugar de hacerlo explícitamente. Esto incentiva la originalidad y flexibilidad en la producción oral del estudiante. El enfoque comunicativo coincidió con la llegada de la llegada de los PCs o computadoras personales, los cuales hicieron que la computación estuviera disponible a una población más amplia, resultando en un auge en el desarrollo de programas de aprendizaje de lenguas. El primer software CALL in esta fase continuó con la práctica de habilidades pero esta vez no en formato de repeticiones programadas sino basada en actividades como lectura pausada, reconstrucción de textos y juegos de lenguaje. Sin embargo, el computador seguía siendo el tutor.
En esta fase, los computadores proveyeron contexto para que los estudiantes usaran el lenguaje, por ejemplo, el necesario para pedir instrucciones para llegar a un lugar. Es así como programas no diseñados para el aprendizaje, tales como SimCity, Sleuth y Where in the World is Carmen Sandiego? Se usaron para el aprendizaje de lenguas.
Las críticas a este método incluyen el uso circunstancial y desconectado del computador con fines más marginales que los fines centrales de la enseñanza de lenguas.
La tercera fase del CALL descrita por Warschaer y Healey, el CALL integrador, iniciando desde los años 90, intentó abordar los criticismos del enfoque comunicativo al integrar la enseñanza de habilidades del lenguaje en tareas o proyectos para proveer dirección y coherencia. También coincidió en el desarrollo de la tecnología multimedia (que provee texto, gráficos, sonidos y animación) así como la comunicación mediada por computador (CMC por sus siglas en inglés). En este periodo, el CALL vio un cambio definitivo desde el simple uso del computador para repeticiones y tutorías hacia su uso como medio para extender la educación más allá del aula. 
El CALL multimedia empezó con discos de video interactivos tales como Montevidisco (Schneider & Bennion 1984) y A la reencontre de Philippe (Fuerstenberg 1993), ambos ofrecían simulaciones de situaciones en las que el aprendiz jugaba un rol clave. Estos programas fueron transferidos luego a CD-ROMs, y nuevos juegos de rol (RPGs por su sigla en inglés) tales como Who is Oscar Lake? hicieron sus apariciones en un rango de diferentes idiomas.
En una publicación posterior, Warschauer cambió el nombre de la primera fase del CALL de “conductista” a “estructural”. Además revisó las fechas de las tres fases (Warschauer 2000):
•	CALL estructural: 1970s to 1980s.
•	CALL comunicativo: 1980s to 1990s.
•	CALL Integrador: 2000 en adelante.
Bax (2003)[27] mostró su desacuerdo con Warschauer & Haley (1998) y Warschauer (2000) y propuso estas tres fases:
•	CALL restringido – principalmente constructista: años 60 a 80.
•	CALL abierto – es decir, abierto en términos de retroalimentación para los estudiantes, tipos de software y el rol del profesor, e incluyendo simuladores y juegos. 1980 a 2003 (año del artículo de Bax)
•	CALL integrado – Según Bax, aún sin alcanzar. Bax sostenía que al momento de escribir su artículo, los profesores de idiomas aún se encontraban en la fase del CALL abierto, ya que la verdadera integración solo se podía considerar alcanzada cuando el CALL hubiera logrado un estado de “normalización”, es decir, cuando el uso del CALL fuera tan normal como usar lapiceros en el aula.

## Urgencia de la aplicación de tecnologías en el aula moderna
Osorio, L. (2000) recopila diferentes pronunciamientos sobre la urgencia de la aplicación de las tecnologías disponibles en el aula moderna. Aunque no se enfoca en el aula de lengua extranjera, se pueden aplicar los mismos principios. En el artículo de Osorio se cita a Papert, quien fue citado por Negroponte en una visita a Colombia: “ Si existiera una máquina del tiempo que permitiera traer a la época actual a personas de diversas ocupaciones del siglo pasado, ocurriría más o menos lo siguiente: Un médico se quedaría asombrado con los avances actuales, no reconocería sus salas de cirugía...Un mecánico se sorprendería con todas las posibilidades que ha desarrollado el hombre en 100 años...Pero si traemos un educador a que visite un aula de clase, encontrará que está como la dejó, los métodos, los contenidos se conservan intactos y bien podría retomar sin problemas su labor 100 años después.
Osorio comenta que para frenar el estancamiento en que se halla la educación es necesario evaluar las características de la nueva sociedad y adaptar el aula a las nuevas necesidades y hacer uso de las nuevas herramientas disponibles. Osorio cita también a Galvis para ilustrar esto: “Educarse en la era del conocimiento tiene sentido cuando se lo entiende como un proceso permanente de socialización y enculturación, que va más allá del período escolar y que no es responsabilidad única de los educadores. En efecto, nunca antes en la historia de la humanidad había perdido la escuela el monopolio del conocimiento y del aprendizaje; nunca se habían tenido tantas y tan variadas oportunidades para informarse y para aprender a lo largo de la vida, para vivir experiencias – reales o simuladas – de las que se aprende, para interaccionar con tantas y tan variadas personas y puntos de vista, como ahora”

## Ambientes Colaborativos de Aprendizaje
Diferentes teorías del aprendizaje encuentran aplicación en los ambientes colaborativos; entre éstas, los enfoques de Piaget y de Vygotsky basados en la interacción social. Para estos autores la mediación social entre el niño y su entorno cultural son elementos básicos en su desarrollo. Una recopilación de estudios sobre aprendizaje colaborativo permite compartir la siguiente definición, adecuada de Johnson, D. y Johnson. :

"Conjunto de métodos de instrucción o entrenamiento para uso en grupos pequeños, así como de estrategias para propiciar el desarrollo de habilidades mixtas (aprendizaje y desarrollo personal y social), donde cada miembro del grupo es responsable tanto de su aprendizaje como del de los restantes miembros".

Los ambientes colaborativos de aprendizaje apoyados con tecnología permiten ver el panorama de lo colaborativo desde una perspectiva más poderosa. Definitivamente la tecnología amplía la noción de grupo, pues es posible pasar del concepto de gallada y de parche, asociables a la vecindad física, a conceptos como comunidades virtuales, círculos de aprendizaje. En estos espacios, al igual que en los presenciales, lo que hace la diferencia son los miembros del grupo y sus interacciones; una comunidad, presencial o virtual, se constituye como tal en cuanto sus miembros se reconocen parte de ella y ganan de una manera creciente espacios de comunicación a varios niveles.